# Капрашиани
Капрашиани (груз. კაპრაშიანი) — село в Грузии, на территории Каспского муниципалитета края (мхаре) Шида-Картли.

## География
Село находится в центральной части Грузии, на правом берегу реки Тедзами (правый приток Куры), на расстоянии приблизительно 8 километров (по прямой) к юго-западу от города Каспи, административного центра муниципалитета. Абсолютная высота — 688 метров над уровнем моря.

## Население
По результатам официальной переписи населения 2014 года, в Капрашиани проживало 34 человека (16 мужчин и 18 женщин). В национальной структуре населения грузины составляли 97,1 %, русские — 2,9 %.
| Год  | Население, человек |
| ---- | ------------------ |
| 2002 | 70                 |
| 2014 | ↘ 34               |